# グルク大聖堂

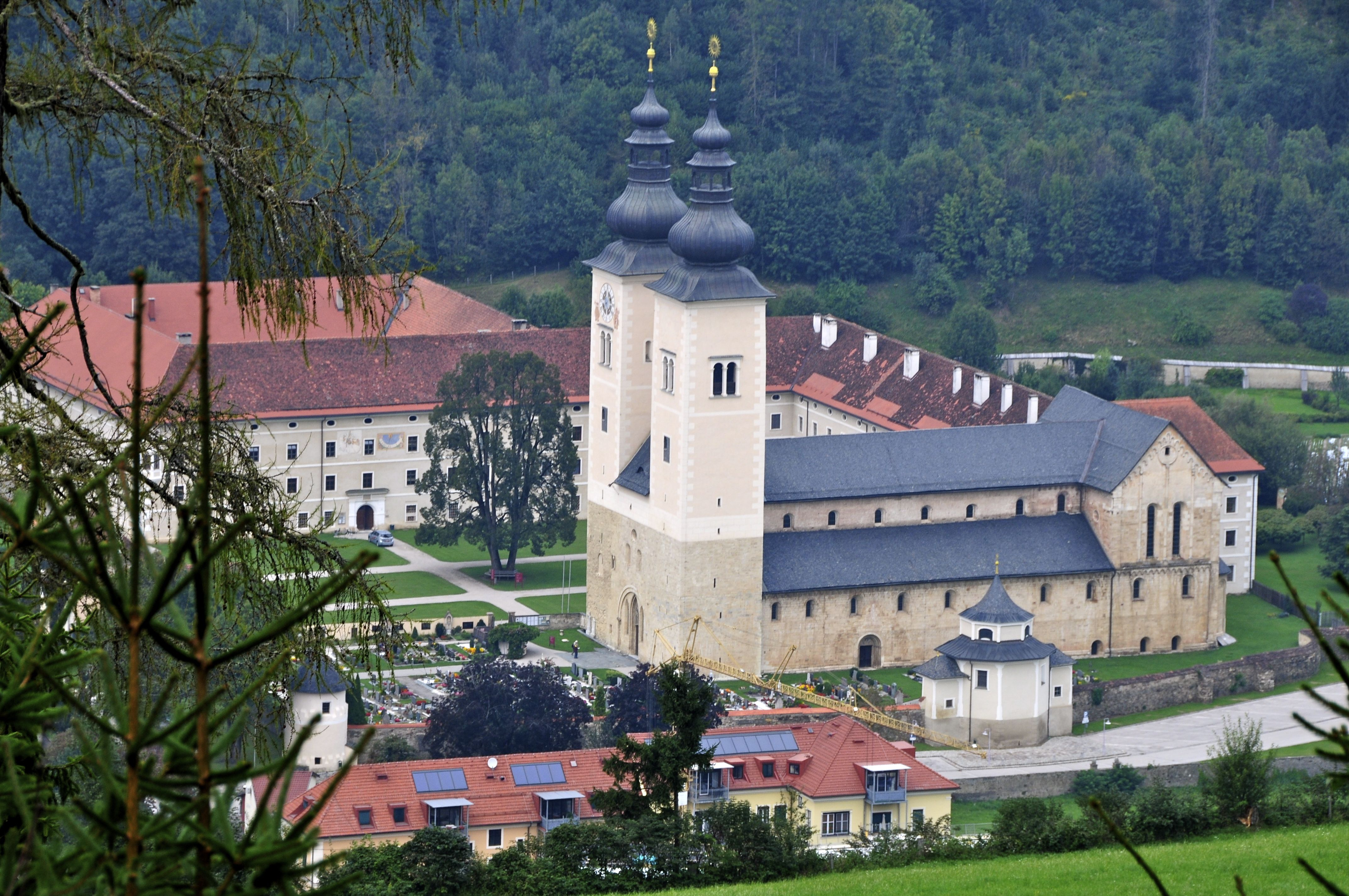
Gurk Cathedral

グルク大聖堂 (ドイツ語：Dom zu Gurk) は、オーストリアのグルクにあるロマネスク様式のカトリック大聖堂である。
本項では、同時にその教区であるグルク司教区についても述べる。

## 概要
オーストリア南部、ケルンテン州の州都クラーゲンフルトの北約40kmのグルク河沿いにあるグルクという町にある。オーストリアに残る数少ないロマネスク様式の建築であり、ロマネスクのフレスコ画が多く残っている。1131年にグルク司教ローマン1世によって大聖堂の建築が始められた。
11世紀に設立されたグルク司教区のかつての教区教会であり、17世紀まで規模の拡大が続いたにもかかわらず中世後期のバロック化を免れてロマネスク様式の特徴を保った。ケルンテンの守護聖人の1人ヘマ・フォン・グルクの墓所があることでも知られる。

## 建築
グルク大聖堂の建物は早期バロック様式の中庭の周囲に配置され、かつての修道院の建物は北側にある。ロマネスク様式の特徴が保たれ、ヘマの墓所とされる「百柱」の地下室は特に顕著に保たれている。教会西翼にある司教回廊のフレスコ画で、13世紀の鋸歯状様式の傑作である。
さらに聖歌隊席と祈禱室の壁画は、ドイツ文化圏で最も保存状態の良いフレスコ画である。

## 歴史
伝説によると、グルクはヘマが夫のザンタール伯ヴィルヘルムを亡くした後に隠遁生活を送り、1045年に没した地であるという。グルク教会の起源もこの伝説にあやかっており、ヘマの願いに応じた当時のザルツブルク大司教バルトヴィンがマリア教会を献じたのが端緒とされ、大聖堂は彼女の遺言贈与に由来するとされている。
しかし教会本来の起源は1072年にザルツブルク大司教がグルクに補助司教区を置いたことであり、建設は12世紀中盤から後半である。1131年にローマン1世がグルク司教になると、大聖堂を始め周辺に豪奢な宮殿や城を建築し、教会の由来がヘマにあると主張してザルツブルク大司教からの独立を図った。
叙任権闘争が激化して皇帝が教皇が対立する中アダルベルト3世が皇帝フリードリヒ1世の承認なくザルツブルク大司教になると、フリードリヒ1世は1170年にグルク司教区の不可侵を保障してザルツブルク大司教の権限を否定し、1174年にはアダルベルト3世に対して宮廷裁判で廃位を申し渡した。しかしこれを受けてグルク司教ハインリヒ1世が進んで上位である大司教アダルベルト3世の解任儀式を行ったことで教皇アレクサンデル3世の警告を受け、後にハインリヒ1世は破門される。その後1177年に皇帝と教皇が和解すると、グルク司教は再びザルツブルク大司教の下に置かれた。
15世紀にはオスマン帝国の侵攻を受けて教会の周囲に壁が建設され、17世紀には中世の建物が改築されて早期バロック調の中庭の周囲に配置された。
1797年、当時の司教フランツ2世・クサーヴァーによって教区教会がクラーゲンフルトに移された。

## グルク司教の一覧
以下にグルク司教の一覧を示す。
- ギュンター・フォン・クラップフェルト (1072 - 1090)

- ベルトルト・フォン・ツェルトシャッハ (1090 - 1106)
- ヒルテボルト (1106 - 1131)
- ローマン1世 (1131 - 1167)
- ハインリヒ1世 (1167 - 1174)
- ローマン2世・フォン・ライプニッツ (1174 - 1179)
- ディートリヒ・フォン・アルベック (1179 - 1194)
- ヴェルンヘル (1194 - 1195)
- エッケハルト (1196 - 1200)
- ヴァルター・フォン・ファッツ (1200 - 1213)
- オットー1世 (選定のみ, 1214)
- ハインリヒ2世・フォン・ペッタウ (1214 - 1217)
- ウルシャルク (1217 - 1220)
- ウルリヒ1世・フォン・オルテンブルク (1221 - 1253)
- ディートリヒ2世・フォン・マールブルク (1253 - 1278)
- ヨハン1世・フォン・エンスタール (1279 - 1281)
- コンラート1世 (選定のみ, 1282)
- ハルトニット・フォン・リヒテンシュタイン＝オッフェンベルク (1283 - 1298)
- ハインリヒ2世・フォン・ヘルフェンベルク (1298 - 1326)
- ゲロルト・フォン・フリーザッハ (1326 - 1333)
- ローレンツ1世・フォン・ブルネ (1334 - 1337)
- コンラート2世・フォン・ザルマンスヴァイラー (1337 - 1344)
- ウルリヒ2世・フォン・ヴィルトハウス (1345 - 1351)
- パウル・フォン・イェーゲルンドルフ (1352 - 1359)
- ヨハン2世・フォン・プラッツハイム＝レンツブルク (1359 - 1364)
- ヨハン3世・フォン・テックハイム (1364 - 1376)
- ヨハン4世・フォン・マイアホーフェン (1376 - 1402)

- コンラート3世・フォン・ヘーベンシュトライト (1402 - 1411)
- エルンスト・アウアー (1411 - 1432)
- ヨハン5世・シャラーマン (1433 - 1453)
- ローレンツ2世・フォン・リヒテンベルク (対立司教)
- ウルリヒ3世・フォン・ゾンベルガー (1453 - 1469)
- ジクストゥス・フォン・タンベルク (1470 - 1474)
- ローレンツ3世・フォン・フライベルク (1472 - 1487)
- ゲオルク・コルベルガー (選定のみ, 1490)
- ライムント・ペラウディ (1491 - 1505)
- マテウス・ランク・フォン・ヴェレンブルク (1505 - 1522)
- ヒエロニムス・バルビ (1522 - 1526)
- アントニウス・ザラマンツァ＝ホヨス (1526 - 1551)
- ヨハン6世・フォン・シェーンブルク (1552 - 1555)
- ウルバン・ザクシュテッター (1556 - 1573)
- シュパウアー男爵クリストフ・アンドレアス (1574 - 1603)
- ランベルク男爵ヨハン7世・ヤコブ (1603 - 1630)

- ロドロン伯ゼバシュティアン (1630 - 1643)
- ロドロン伯フランツ1世 (1643 - 1652)
- オーストリア大公ジギスムント・フランツ (1653 - 1665)
- トゥーン伯ヴェンツェスラウス（ドイツ語版） (1665 - 1673)
- キーンブルク伯ポリカルプ (1673 - 1675)
- ゴエス男爵ヨハン8世 (1675 - 1696)
- オットー2世・デ・ラ・ボウルデ (1697 - 1708)
- トゥーン伯ヤコブ1世マクシミリアン (1709 - 1741)
- トゥーン伯ヨーゼフ1世・マリア (1741 - 1761)
- ツォロレド伯ヒエロニムス2世 (1761 - 1772)
- アウエルシュペルク伯ヨーゼフ二世アントン (1772 - 1783)
- ザルム＝ライファーシャイト＝クラウトハイム古伯フランツ二世・クサーヴァー (1783 - 1822)
- ヤコブ・ペレグリン・パウリッチュ (1824 - 1827)
- ゲオルク・マイアー (1827 - 1840)
- フランツ・アントン・ギンドル (1841)

- アダルベルト・リトマンスキー (1842 - 1858)

- ファレンティン・ヴィーリー (1858 - 1880)
- ペーター・フンダー (1881 - 1886)
- ヨーゼフ・カーン (1887 - 1910)
- バルタザール・カルトナー (1910 - 1914)
- アダム・ヘフター (1914 - 1939)
- アンドレアス・ローラッヒャー (主席神父 1939 - 1945)
- ヨーゼフ・ケストナー (1945 - 1981)
- エゴン・カペラリ (1982 - 2001)
- アロイス・シュヴァルツ (2001 - 2018)
- ヨーゼフ・マーケツ (2020 -)[9]

## 暫定リストへの掲載
1994年8月1日、グルク大聖堂は世界遺産の暫定リストに掲載された。